# Круя (крепость)
Крепость Круя (алб. Kalaja e Krujës) — крепость в городе Круя (Албания) и центр восстания Скандербега против Османской империи. Внутри замка находится текке бекташей, музей Скандербега, руины мечети Фетхие и её минарет, этнографический музей и турецкая баня.

## История

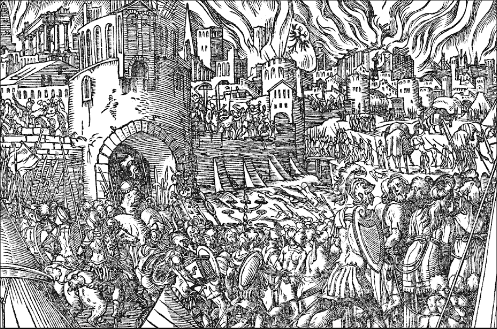
Резьба по дереву, изображающая первую осаду Круи, авт. Йост Амман (1587).

Была построена в V или VI веке, возвышаясь над одноимённым городом. Во время Албанского восстания 1432—1436 годов город безуспешно осаждал Андрей Топия, османское владычество было восстановлено. После восстания Скандербега в 1443 году крепость выдержала три массированные осады османов в 1450, 1466 и 1467 годах с гарнизонами, обычно не превышающими две или три тысячи человек под командованием Скандербега. Сам Мехмед II не мог прорвать оборону замка до 1478 года, спустя 10 лет после смерти Скандербега. Сегодня это центр туризма в Албании и источник гордости для албанцев. Крепость Круя расположена на высоте 557 метров.

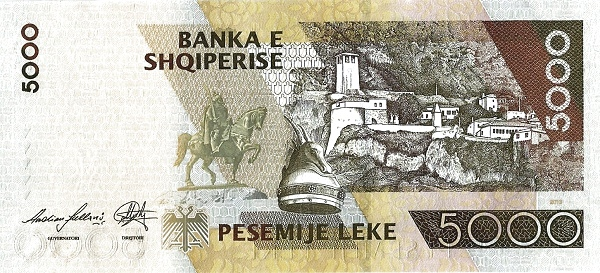
Крепость Круя (справа) на реверсе банкноты номиналом 5000 лек 2013 года выпуска.

## В культуре
Крепость изображена на реверсе албанской банкноты достоинством 1000 лек 1992—1996 годов и банкноты достоинством 5000 лек, выпускаемой с 1996 года.